# سیارک ۷۷۷۰
سیارک ۷۷۷۰ (به انگلیسی: 7770 Siljan، نامگذاری:1992EQ8) هفت هزار و هفتصد و هفتادمین سیارک کشف شده‌است که در ۲ مارس ۱۹۹۲ کشف شد.
قدر مطلق سیارک برابر ۱۲٫۴۰ است.